# One Day (Tate McRae)
One Day è un singolo della cantante canadese Tate McRae, pubblicato il 24 dicembre 2017 come terzo estratto dalla prima raccolta The One Day LP.

## Tracce
1. One Day – 3:22